# Cattedrali in Germania
Questa è una lista di cattedrali in Germania.

## Chiesa cattolica

### Cattedrali attuali
| Città                 | Cattedrale                                                                                              | Diocesi                                                                      | Immagine |
| --------------------- | --- | ---------------------------------------------------------------------------- | -------- |
| Amburgo               | Cattedrale di Santa Maria Dom St. Marien                                                                | Amburgo                                                                      |          |
| Aquisgrana            | Cattedrale di Nostra Signora Kaiserdom Unserer Lieben Frau                                              | Aquisgrana                                                                   |          |
| Augusta               | Cattedrale di Santa Maria Dom Unserer Lieben Frau Heimsuchung und Zum Heiligsten Herz Jesu              | Augusta                                                                      |          |
| Bamberga              | Cattedrale di San Pietro e San Giorgio Bamberger Dom St. Peter und St. Georg                            | Bamberga                                                                     |          |
| Berlino               | Cattedrale di Sant'Edvige Kathedral-Basilika St. Hedwig                                                 | Berlino                                                                      |          |
| Berlino               | Basilica di San Giovanni Basilika St. Johannes                                                          | Ordinariato militare                                                         |          |
| Colonia               | Cattedrale di San Pietro e Santa Maria Dom St. Peter und Maria                                          | Colonia                                                                      |          |
| Dresda                | Cattedrale della Santa Trinità Kathedrale Ss. Trinitatis                                                | Dresda-Meissen                                                               |          |
| Eichstätt             | Cattedrale di Santa Maria Assunta Dom Mariä Himmelfahrt                                                 | Eichstätt                                                                    |          |
| Erfurt                | Cattedrale di Nostra Signora Dom St. Marien                                                             | Erfurt                                                                       |          |
| Essen                 | Cattedrale di Santa Cosma e Damiano e Santa Maria Dom Hll. Dreifaltigkeit, SS. Maria, Cosmas und Damian | Essen                                                                        |          |
| Friburgo in Brisgovia | Cattedrale di Nostra Signora Münster Unserer Lieben Frau                                                | Friburgo in Brisgovia                                                        |          |
| Fulda                 | Cattedrale di San Salvatore Dom Ss. Salvator und Bonifatius                                             | Fulda                                                                        |          |
| Görlitz               | Cattedrale di San Giacobbe Kathedrale St. Jakobus                                                       | Görlitz                                                                      |          |
| Hildesheim            | Cattedrale di Santa Maria Dom Mariä Himmelfahrt                                                         | Hildesheim                                                                   |          |
| Limburg an der Lahn   | Cattedrale di San Giorgio Dom Ss. Georg und Nikolaus                                                    | Limburg                                                                      |          |
| Magdeburgo            | Cattedrale San Sebastiano Kathedrale Sankt Sebastian                                                    | Magdeburgo                                                                   |          |
| Magonza               | Cattedrale di San Martino Kathedrale Martin von Tours und St. Stephan                                   | Magonza                                                                      |          |
| Monaco di Baviera     | Cattedrale di Nostra Signora Dom Zu Unserer Lieben Frau                                                 | Monaco e Frisinga                                                            |          |
| Monaco di Baviera     | Cattedrale della Beata Vergine Maria e di Sant'Andrea apostolo Kathedrale Maria Schutz und St. Andreas  | Esarcato apostolico di Germania e Scandinavia chiesa greco-cattolica ucraina |          |
| Münster               | Cattedrale di San Paolo Dom St. Paulus                                                                  | Münster                                                                      |          |
| Osnabrück             | Cattedrale di San Pietro Dom St. Petrus                                                                 | Osnabrück                                                                    |          |
| Paderborn             | Cattedrale di San Liborio Dom Ss. Maria, Liborius und Kilian                                            | Paderborn                                                                    |          |
| Passavia              | Cattedrale di Santo Stefano Dom St. Stephan                                                             | Passavia                                                                     |          |
| Ratisbona             | Cattedrale di San Pietro Kathedrale St. Peter                                                           | Ratisbona                                                                    |          |
| Rottenburg am Neckar  | Cattedrale di San Martino Dom St. Martin                                                                | Rottenburg-Stoccarda                                                         |          |
| Spira                 | Cattedrale di Santa Maria Assunta e Santo Stefano Kaiserdom-Basilika Mariä Himmelfahrt und St. Stephan  | Spira                                                                        |          |
| Treviri               | Cattedrale di San Pietro Dom St. Peter                                                                  | Treviri                                                                      |          |
| Würzburg              | Cattedrale di San Chiliano Dom Ss. Kilian, Kolonat und Totnan                                           | Würzburg                                                                     |          |

### Co-cattedrali
| Città                  | Cattedrale                                                                 | Diocesi              | Immagine |
| ---------------------- | -------------------------------------------------------------------------- | -------------------- | -------- |
| Bautzen                | Cattedrale di San Pietro Dom St. Petri                                     | Dresda-Meissen       |          |
| Dillingen an der Donau | Cattedrale di San Pietro Dom St. Petri                                     | Augusta              |          |
| Frisinga               | Cattedrale di Santa Maria e San Corbiniano Dom St. Maria und St. Korbinian | Monaco e Frisinga    |          |
| Stoccarda              | Cattedrale di Sant'Eberardo Domkirche St. Eberhard                         | Rottenburg-Stoccarda |          |

### Ex cattedrali
| Città    | Cattedrale                                                              | Diocesi    | Immagine |
| -------- | ----------------------------------------------------------------------- | ---------- | -------- |
| Bosau    | Cattedrale di San Pietro Petrikirche zu Bosau                           | Amburgo    |          |
| Costanza | Cattedrale di Nostra Signora Cattedrale di Costanza                     | Friburgo   |          |
| Fritzlar | Cattedrale di San Pietro Dom St. Peter                                  | Augusta    |          |
| Minden   | Cattedrale dei Santi Gorgonio e Pietro Dom St. Gorgonius und St. Petrus | Paderborn  |          |
| Worms    | Cattedrale di San Pietro Dom St. Petri                                  | Mainz      |          |
| Zeitz    | Cattedrale dei Santi Pietro e Paolo Dom St. Peter und Paul              | Magdeburgo |          |

## Chiesa ortodossa
| Città       | Cattedrale                                                                | Chiesa                  | Immagine |
| ----------- | ------------------------------------------------------------------------- | ----------------------- | -------- |
| Berlino     | Cattedrale della Resurrezione del Cristo Christi-Auferstehungs-Kathedrale | Chiesa ortodossa russa  |          |
| Bonn        | Cattedrale della Santissima Trinità Metropolitankirche Agia Trias         | Chiesa greco-ortodossa  |          |
| Brenkhausen | Monastero di Brenkhausen Kloster Brenkhausen                              | Chiesa ortodossa copta  |          |
| Norimberga  | Cattedrale dell'Epifania Epiphanias-Kathedrale                            | Chiesa ortodossa rumena |          |

## Chiesa evangelica luterana
Alcune cattedrali risalenti a prima della Riforma protestante, benché amministrate dalla Chiesa Evangelica luterana e prive di una sede vescovile, mantengono tale titolo onorifico o riferito all'importanza dell'edificio.
- Berlino :
  - Berliner Dom
  - Deutscher Dom
  - Französischer Dom
- Cattedrale, Brandeburgo sulla Havel
- Cattedrale di San Pietro, Brema
- Chiesa di San Biagio, Braunschweig
- Cattedrale, Friburgo in Brisgovia
- Cattedrale di Santo Stefano, Halberstadt
- Chiesa di San Michele, Amburgo
- Marktkirche, Hannover
- Cattedrale, Lubecca
- Cattedrale di Santa Caterina e San Maurizio, Magdeburgo
- Cattedrale di San Giovanni e San Donato, Meißen
- Cattedrale, Naumburg
- Cattedrale, Schleswig
- Cattedrale, Schwerin
- Chiesa della Commemorazione, Spira
- Collegiata, Stoccarda
- Cattedrale, Ulma

## Chiesa vetero cattolica
- Cattedrale del Nome di Gesù, Bonn